# Municipio de Ventspils
El municipio de Ventspils (en Letón: Ventspils novads) es uno de los 36 municipios de Letonia, que abarca una pequeña porción del territorio de dicho país báltico. Fue creado durante el año 2009 después de una reorganización territorial. La ciudad capital es la ciudad de Ventspils, que no está incluida en la municipalidad.

## Ciudades y zonas rurales
- Ances pagasts (zona rural)
- Jūrkalnes pagasts (zona rural)
- Piltenes (ciudad y zona rural)
- Popes pagasts (zona rural)
- Puzes pagasts (zona rural)
- Tārgales pagasts (zona rural)
- Ugāles pagasts (zona rural)
- Usmas pagasts (zona rural)
- Užavas pagasts (zona rural)
- Vārves pagasts (zona rural)
- Ziru pagasts (zona rural)
- Zlēku pagasts (zona rural)

## Población y territorio
Su población se encuentra compuesta por un total de 13.786 personas (2009). La superficie de este municipio abarca una extensión de territorio de unos 2462,3 kilómetros cuadrados. La densidad poblacional es de 5,60 habitantes por cada kilómetro cuadrado.